# 观山洞街道
观山洞街道是中华人民共和国湖南省郴州市苏仙区下辖的一个街道办事处。

## 行政区划
观山洞街道下辖以下村级行政区划单位：
湘南学院社区、下白水村和观山洞村。